# 温泉郡
- 令制国一覧 > 南海道 > 伊予国 > 温泉郡
- 日本 > 四国地方 > 愛媛県 > 温泉郡

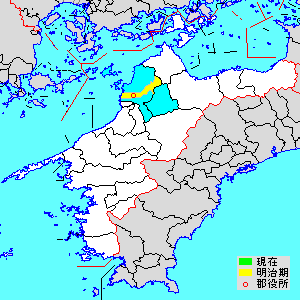
愛媛県温泉郡の位置（水色：後に他郡から編入した区域）

温泉郡（おんせんぐん）は、愛媛県（伊予国）に存在した郡。

## 郡域
1878年（明治11年）に行政区画として発足した当時の郡域は、松山市の一部（北吉田町、別府町、山西町、衣山、中央、山越町、本町、木屋町、高砂町、清水町、道後各町、桜谷町、溝辺町、高野町、上高野町、食場町、湯の山、末町、湯山柳、玉谷町、藤野町、水口町、河中町、東川町、大井野町、米野町以南かつ南吉田町、久保田町、富久町、針田町、土居田町、小栗、拓川町、立花、中村、小坂、枝松、松末、三町、畑寺、畑寺町、東野、杉立町、川の郷町以北）にあたる。

## 歴史

### 古代
ほぼ現在の松山市中心部にあたる領域を郡域とする。古代に久味国造が設置された。湯郡（ゆのこほり）と称され、湯郡と温泉郡の名は、この地で古代から知られた温泉地である現在の道後温泉に由るとされる。

#### 式内社
『延喜式』神名帳に記される郡内の式内社。
| 神名帳                     | 神名帳       | 神名帳 | 神名帳           | 比定社             | 比定社                 | 比定社 | 集成 |
| 社名                       | 読み         | 格     | 付記             | 社名               | 所在地                 | 備考   | 集成 |
| -------------------------- | ------------ | ------ | ---------------- | ------------------ | ---------------------- | ------ | ---- |
| 温泉郡 4座（大1座・小3座） |              |        |                  |                    |                        |        |      |
| 阿沼美神社 （阿治美神社）  | アヂミノ     | 名神大 |                  | 阿沼美神社         | 愛媛県松山市味酒町     |        |      |
| 阿沼美神社 （阿治美神社）  | アヂミノ     | 名神大 | （論）阿沼美神社 | 愛媛県松山市平田町 |                        |        |      |
| 出雲岡神社                 | イズモヲカノ | 小     |                  | （合祀）湯神社     | 愛媛県松山市道後湯之町 |        |      |
| 湯神社                     | ユノ         | 小     |                  | 湯神社             | 愛媛県松山市道後湯之町 |        |      |
| 伊佐尓波神社               | イサニハノ   | 小     |                  | 伊佐爾波神社       | 愛媛県松山市桜谷町     |        |      |
| 凡例を表示                 |              |        |                  |                    |                        |        |      |

1. ↑  写本により「阿沼美」「阿治美」の2通りがある。

### 近世以降の沿革
- 明治初年時点では全域が松山藩領であった。「旧高旧領取調帳」に記載されている村は以下の通り。（1町35村）

中村、小坂村、枝松村、樽味村、桑原村、新百姓村、松末村、三町村、畑寺村、正円寺村、東野村、湯山村、溝辺村、石手村、道後村、衣山村、北江戸村、南江戸村、竹原村、斎院村、別府村、山西村、北吉田村、南吉田村、高岡村、久保田村、富久村、針田村、土居田村、小栗村、藤原村、立花村、持田村、壱万村、味酒村、松山城下
- 明治4年7月14日（1871年8月29日） - 廃藩置県により松山県の管轄となる。
- 明治5年2月9日（1872年3月17日） - 石鉄県の管轄となる。
- 明治6年（1873年）2月20日 - 愛媛県の管轄となる。
- 明治初年（1町37村）
  - 北江戸村が分割して辻村・沢村となる。
  - 斎院村が分割して北斎院村・南斎院村となる。
- 明治11年（1878年）12月16日 - 郡区町村編制法の愛媛県での施行により、行政区画としての温泉郡が発足。「温泉和気久米郡役所」が松山二番町に設置され、和気郡・久米郡とともに管轄。
- 明治17年（1884年）11月 - 「風早和気温泉久米郡役所」が松山榎町に設置され、風早郡・和気郡・久米郡とともに管轄。

### 町村制以降の沿革

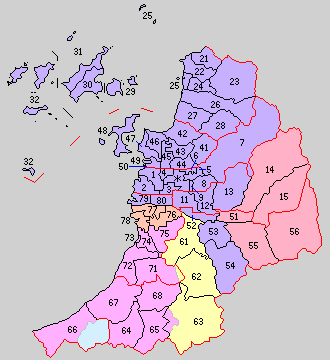
1.味生村 2.生石村 3.雄群村 4.朝美村 5.道後村 6.道後湯之町 7.湯山村 8.桑原村 9.素鵞村 11.石井村 12.久米村 13.小野村 14.北吉井村 15.川上村 21.浅海村 22.難波村 23.立岩村 24.正岡村 25.北条村 26.河野村 27.粟井村 28.五明村 29.睦野村 30.東中島村 31.西中島村 32.神和村 41.伊台村 42.堀江村 43.潮見村 44.御幸村 45.久枝村 46.和気村 47.新浜村 48.興居島村 49.三津浜町 50.古三津村 51.南吉井村 52.浮穴村 53.荏原村 54.坂本村 55.拝志村 56.三内村 79.垣生村 80.余土村（紫：松山市 赤：東温市 61 - 68は下浮穴郡→伊予郡 71 - 78は伊予郡）

- 明治22年（1889年）12月15日 - 町村制の施行により、下記の各村が発足[4]。全域が現・松山市。（1町8村）
  - 味生村 ← 別府村、北斎院村、南斎院村、山西村［大部分］、和気郡古三津村［一部］
  - 生石村 ← 高岡村、富久村、久保田村、南吉田村、北吉田村
  - 雄群村 ← 小栗村、藤原村、竹原村、土居田村、針田村、松山城下［松山春日町の一部］
  - 朝美村 ← 南江戸村、辻村、沢村、衣山村、味酒村［大部分］
  - 道後村 ← 石手村、壱万村、持田村［大部分］、道後村［村分］、松山城下［松山壱万町の一部］
  - 道後湯之町 ← 道後村［町分］
  - 湯山村 ← 湯山村、溝辺村
  - 桑原村 ← 桑原村、樽味村、畑寺村、三町村、松末村、新百姓村、東野村、正円寺村
  - 素鵞村 ← 小坂村、枝松村、中村［大部分］、立花村［大部分］
  - 市制の施行により、松山城下の大部分（松山春日町・松山一万町の各一部を除く[5]）および中村・味酒村・立花村・持田村の各一部の区域が松山市として発足し、郡より離脱。
- 明治30年（1897年）4月1日 - 郡制の施行により、温泉郡・久米郡・風早郡・和気郡および伊予郡・下浮穴郡の各一部の区域が改めて温泉郡として発足する。下記の町村が本郡の所属となる。（2町42村）
  - 旧・久米郡（5村） - 石井村、久米村、小野村（現・松山市）、北吉井村、川上村（現・東温市）
  - 旧・風早郡（12村） - 浅海村、難波村、立岩村、正岡村、北条村、河野村、粟井村、五明村、睦野村、東中島村、西中島村、神和村（現・松山市）
  - 旧・和気郡（1町9村） - 伊台村、堀江村、潮見村、御幸村、久枝村、和気村、新浜村、興居島村、三津浜町、古三津村（現・松山市）
  - 旧・伊予郡（2村） - 垣生村、余土村（現・松山市）
  - 旧・下浮穴郡（6村） - 南吉井村（現・東温市）、浮穴村、荏原村、坂本村（現・松山市）、 拝志村、三内村（現・東温市）
- 明治31年（1898年）11月21日 - 北条村が町制施行して北条町となる。（3町41村）
- 明治33年（1900年） - 御幸村の一部（祝谷）が道後村に編入。
- 明治41年（1908年）4月1日 - 道後村一部の道後・一万・持田、朝美村一部の味酒・南江戸、雄群村一部の春日・藤原、素鵞村一部の中村・立花、それぞれが松山市へ編入。
- 大正5年（1916年）10月1日 - 立岩村一部の萩原が浅海村に編入。
- 大正12年（1923年）
  - 1月1日 - 道後村一部の持田・一万および道後の一部が松山市、残部の祝谷と石手および道後の残部が道後湯之町、それぞれに編入。（3町40村）
  - 4月1日 - 郡会が廃止。郡役所は存続。
- 大正14年（1925年）5月10日 - 古三津村が三津浜町に編入。（3町39村）
- 大正15年（1926年）
  - 2月11日 - 素鵞村・雄群村・朝美村・御幸村が松山市に編入。（3町35村）
  - 7月1日 - 郡役所が廃止。以降は地域区分名称となる。
- 昭和7年（1932年）2月1日 - 道後湯之町の一部（道後の一部）が松山市に編入。
- 昭和12年（1937年）6月1日 - 新浜村が三津浜町に編入。（3町34村）
- 昭和15年（1940年）8月1日 - 三津浜町・味生村・久枝村・潮見村・桑原村・堀江村・和気村が松山市に編入。（2町28村）
- 昭和19年（1944年）4月1日 - 道後湯之町・垣生村・生石村が松山市に編入。（1町26村）
- 昭和26年（1951年）4月1日 - 北条町・難波村・正岡村が合併し、改めて北条町が発足。（1町24村）
- 昭和27年（1952年）8月1日 - 東中島村が町制施行・改称して中島町となる。（2町23村）
- 昭和29年（1954年）
  - 2月1日 - 興居島村が松山市に編入。（2町22村）
  - 10月1日 - 余土村が松山市に編入。（2町21村）
- 昭和30年（1955年）
  - 3月31日 - 浅海村・立岩村・河野村・粟井村・北条町が合併し、改めて北条町が発足。（2町17村）
  - 4月25日 - 三内村・川上村が合併して川内村が発足。（2町16村）
  - 5月1日 - 湯山村・伊台村・五明村・久米村が松山市に編入。（2町12村）
- 昭和31年（1956年）
  - 9月1日
    - 北吉井村・南吉井村・拝志村が合併して重信町が発足。（3町9村）
    - 川内村が周桑郡中川村の滑川および明河のうち九騎・海上を編入し、町制施行して川内町となる。（4町8村）

  - 9月30日
    - 荏原村・坂本村が合併して久谷村が発足。（4町7村）
    - 川内町が周桑郡丹原町の明河のうち塩獄を編入。
- 昭和33年（1958年）11月1日 - 北条町が市制施行して北条市となり、郡から離脱。（3町7村）
- 昭和34年（1959年）
  - 3月31日 - 中島町・神和村が合併し、改めて中島町が発足。（3町6村）
  - 4月10日 - 浮穴村が松山市に編入。（3町5村）
- 昭和35年（1960年）3月31日 - 睦野村が中島町に編入。（3町4村）
- 昭和36年（1961年）12月15日 - 小野村が松山市に編入。（3町3村）
- 昭和37年（1962年）4月1日 - 石井村が松山市に編入。（3町2村）
- 昭和38年（1963年）3月31日 - 西中島村が中島町に編入。（3町1村）
- 昭和43年（1968年）10月25日 - 久谷村が松山市に編入。（3町）
- 平成16年（2004年）9月21日 - 重信町・川内町が合併して東温市が発足し、郡から離脱。（1町）
- 平成17年（2005年）1月1日 - 中島町が松山市に編入。同日温泉郡消滅。